# Хайлис, Кириакос
Кириакос Хайлис (греч. Κυριάκος Χαϊλής; 23 февраля 1978, Фамагуста, Кипр) — кипрский футболист, нападающий. Сыграл один матч за сборную Кипра.

## Биография

### Клубная карьера
Начинал карьеру в клубе «Анортосис». В его составе в основном выполнял роль игрока ротации и провёл три сезона с 1997 по 2000 год, трижды став чемпионом Кипра и выиграв кубок страны. В сезоне 2000/01 выступал за «Дигенис Акритас», но в 2001 году вернулся в «Анортосис», где провёл два сезона и ещё дважды завоевал кубок. В 2003 году вновь подписал контракт с «Дигенис Акритас», где также провёл два сезона. В дальнейшем выступал за клубы высшей лиги «Неа Саламина», «Омония», АЕП и «Эрмис», а с 2011 года продолжил карьеру в командах второго дивизиона. Последний сезон на профессиональном уровне провёл в клубе «Халканорас Идалиу» и завершил карьеру в 2013 году.

### Карьера в сборной
Единственный матч за сборную Кипра сыграл 28 марта 2007 года в рамках отборочного турнира чемпионата Европы 2008 против сборной Чехии, в котором вышел на замену на 72-й минуте.

## Достижения
«Анортосис»
- Чемпион Кипра (3): 1997/98, 1998/99, 1999/00
- Обладатель Кубка Кипра (3): 1997/98, 2001/02, 2002/03